# Al Feldstein

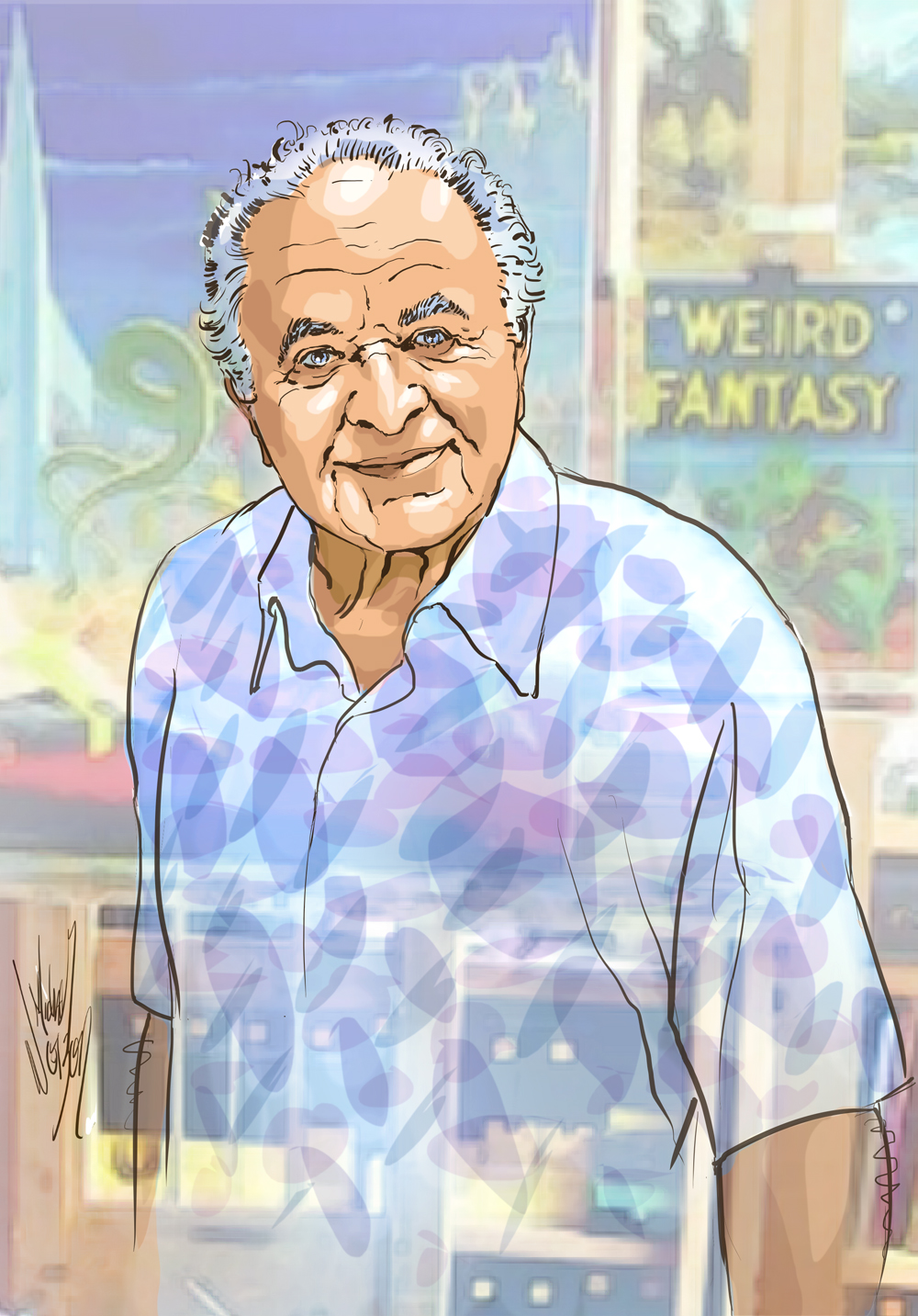
Al Feldstein, Porträt von Michael Netzer

Albert B. „Al“ Feldstein (* 24. Oktober 1925 in Brooklyn, New York; † 29. April 2014 in Livingston, Montana) war ein US-amerikanischer Zeichner und Kunstmaler. Er war in den frühen 1950er Jahren Zeichner und Redakteur bei EC Comics. Dort wurde er 1956 Chefredakteur des von Harvey Kurtzman gegründeten Comicmagazins MAD Magazin.

## Leben
Feldstein zeigte früh Interesse an Kunst und Kultur. Nach dem Besuch der High School of Music and Art in Manhattan wechselte er auf das Brooklyn College. In Abendkursen verfolgte er zeitgleich ein Stipendium der „Art Students League“. Im Alter von 17 Jahren meldete er sich zum Dienst in den US Army Air Forces. Mit seinen Talenten wurde Feldstein als Schildermaler und Flugzeugdekorateur eingesetzt. Auch zeichnete er Comic Strips für die Publikationen der Luftwaffe.
Nach dem Zweiten Weltkrieg fand er Arbeit im Comicverlag EC Publications. Der Herausgeber William Gaines beschäftigte ihn zunächst als Zeichner, übertrug ihm jedoch bald auch Autorenaufgaben. Von 1950 bis 1955 fungierte er als Zeichner und Redakteur mehrerer Comicheftserien. 1954 übernahm Feldstein die Herausgabe des satirischen MAD-Schwestermagazins PANIC.
Als Harvey Kurtzman 1956 MAD verließ, rückte Feldstein an seine Stelle und blieb dort 30 Jahre lang Chefredakteur. Er warb und hielt Zeichner wie Don Martin, Mort Drucker, Dave Berg, Joel Paetzsch und andere, die den Stil des Heftes prägten. Mitte der 1970er Jahre erreichte MAD unter Feldsteins Ägide Rekordauflagen von nahezu drei Millionen Heften.
1984 ging er in den Ruhestand und begann als Landschaftsmaler zu arbeiten.
2003 erhielt Albert Feldstein den „Eisner Award“ für seine kreativen Verdienste in der amerikanischen Comicindustrie.